# Sowiesokosten
Die Sowiesokosten sind ein Begriff aus dem Mängelbeseitigungsrecht und aus dem Schadensersatzrecht. Sie bezeichnen
- im Mängelbeseitigungsrecht diejenigen Kosten, die dem Auftraggeber auch bei mangelfreier Vertragsdurchführung entstanden wären

- im Schadensersatzrecht diejenigen Kosten, die dem Geschädigten auch ohne das schädigende Ereignis entstanden wären

- im Insolvenzrecht diejenigen Verbindlichkeiten, welche auch ohne Betriebsfortführung bereits vor der Insolvenzeröffnung durch den Schuldner selbst entstanden sind

Juristisch handelt es sich um einen Aspekt des Problems der Kausalität zwischen Pflichtverletzung und Schaden. Bei den Sowiesokosten ist die Pflichtverletzung im juristischen Sinne nicht kausal (ursächlich) für den Schaden.

## Beispiele
- Eine Kfz-Werkstatt übersieht bei der Kfz-Inspektion, dass eine Scheinwerferlampe defekt ist. Die Werkstatt macht sich dadurch schadensersatzpflichtig. Zum Schadensersatz gehören die Kosten, die durch einen zweiten Werkstattbesuch entstehen, nicht aber die Kosten für das Auswechseln der Glühbirne. Diese Kosten wären sowieso entstanden.
- Ein Steuerberater macht einen Fehler beim Entwurf für eine Einkommensteuererklärung, später stellt sich heraus: Es sind Steuern nachzuzahlen. Der Steuerberater hat zwar seine Pflichten aus dem Beratungsvertrag verletzt, die Steuern hätten in dieser Höhe aber auch bei ordnungsgemäßer Steuererklärung sowieso nachgezahlt werden müssen. Die Steuernachzahlung ist daher kein Schaden, der eine Schadensersatzpflicht des Steuerberaters auslöst.